# 허프포스트
허핑턴 포스트(The Huffington Post)는 다양한 칼럼니스트가 집필하는 인터넷 신문으로, 정치, 미디어, 비즈니스, 엔터테인먼트, 생활, 환경 운동, 세계 뉴스 등 폭넓은 주제를 다루고있다. 2005년 5월, 애리애나 허핑턴이 설립하였다.

## 해외판 서비스
현재 미국판 외에 캐나다, 영국, 프랑스, 스페인, 이탈리아, 마그레브, 독일판 등을 운영하고 있다. 미국과 영국 그리고 마그레브, 캐나다판의 경우 직접 진출하여 운영하고 있으나, 이외의 국가들에서는 현지 언론사들과 제휴를 통해 진출하고 있다. 2011년 말 르 몽드와 협력해 프랑스어판 서비스 "르 허핑턴포스트"를 창간했다. 이후 2013년 5월 7일부터 아사히 신문과 손을 잡고 일본어판 서비스 "허핑턴 포스트 재팬"을 시작했다. 2014년 초에 한겨레와 합작법인 "허핑턴 포스트 코리아"를 설립하여 한국어 서비스를 시작하기로 했다.
- (영어) 허핑턴포스트 캐나다 2011년 5월 창간
- (영어) 허핑턴포스트 UK 2011년 7월 창간
- (프랑스어) 르 허핑턴 포스트 프랑스 르 몽드와 제휴하여 2012년 1월 창간
- (스페인어) 엘 허핑턴 포스트 스페인 엘 파이스와 제휴하여 2012년 6월 창간
- (이탈리아어) 엘 허핑턴 포스트 이탈리아 그루포 에스프레소와 제휴하여 2012년 9월 창간
- (일본어) 허핑턴 포스트 재팬 일본 아사히 신문과 제휴하여 2013년 5월 창간
- (프랑스어) 알 허핑턴 포스트 (마그레브판) 2013년 6월 창간
- (독일어) 허핑턴 포스트 도이칠란트 독일 포쿠스와 제휴하여 2013년 10월 창간
- (포르투갈어) 브라질 포스트 보관됨 2013-09-18 - 웨이백 머신 브라질 아브릴 그룹과 제휴하여 2014년 1월 창간
- (한국어) 허핑턴 포스트 코리아 한국 한겨레와 제휴하여 2014년 2월 창간